# Electric Funk
Electric Funk è un album dell'organista Jimmy McGriff, pubblicato dalla Blue Note Records nel 1970. I brani del disco furono registrati nel settembre del 1969 a New York City, New York (Stati Uniti).

## Tracce
Lato A
1. Back on the Track – 3:18 (Horace Ott)
2. Chris Cross – 3:46 (Horace Ott)
3. Miss Poople – 3:16 (Horace Ott)
4. The Bird Wave – 4:02 (Jimmy McGriff)
5. Spear for Moondog (Part I) – 3:29 (Jimmy McGriff)

Lato B
1. Spear for Moondog (Part II) – 4:04 (Jimmy McGriff)
2. Tight Times – 3:58 (Horace Ott)
3. Spinning Wheel – 3:35 (D.C. Thomas)
4. Funky Junk – 3:47 (Horace Ott)

## Musicisti
- Jimmy McGriff - organo
- Blue Mitchell - tromba
- Stanley Turrentine - sassofono tenore
- Horace Ott - pianoforte elettrico, arrangiamenti
- sconosciuto - chitarra
- sconosciuto - basso elettrico
- sconosciuto - batteria[3]